# Сервировка

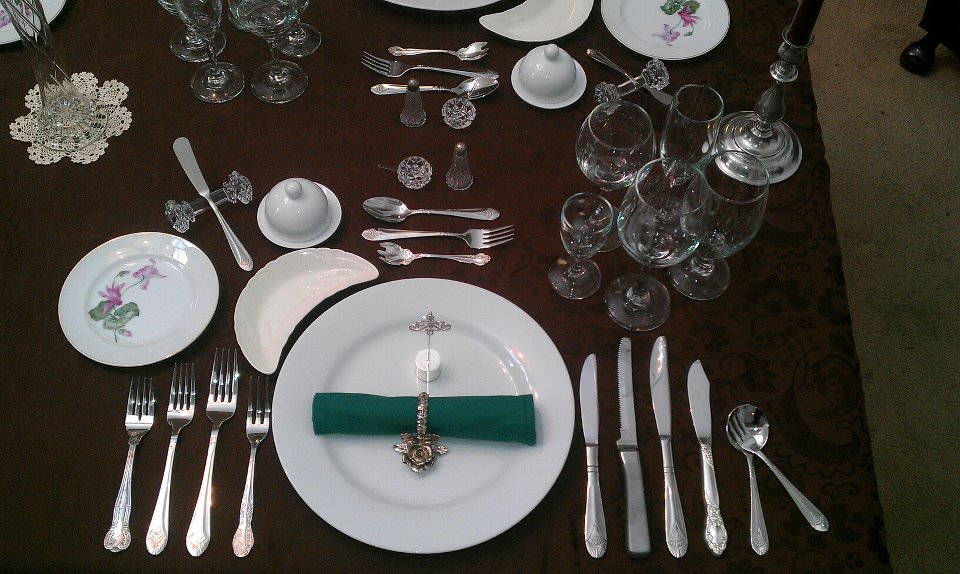
Сервировка посуды и столовых приборов

Сервировка (фр. servir > лат. servire — служить) — обширное понятие кулинарной культуры, включающее в себя процесс накрытия и оформление стола для принятия пищи, совокупность посуды, столовых приборов и блюд на столе, порядок их расположения, способы подачи блюд и их внешнее оформление. Важная составляющая работы предприятий общепита.
По способу подачи блюд различают:
- Русская сервировка — блюда заранее раскладываются по тарелкам и подаются на стол.
- Английская сервировка — обслуживающий персонал раскладывает блюда по тарелкам прямо на обеденном столе.
- Шведский стол или Французская сервировка — все блюда разом выставляются на стол, а гости сами выбирают их и накладывают себе в тарелку.

Правила подачи зависят от категории блюд и напитков — закуски, супы, вторые блюда, сладкие блюда (десерты), чай, кофе, вино.